# Железнодорожный (Ивановская область)
Железнодорожный — село в Ивановском районе Ивановской области Российской Федерации, входит в состав Подвязновского сельского поселения.

## География
Село расположено в 4 км на юг от центра поселения села Подвязновский, в 3 км на северо-восток от города Кохма, железнодорожная станция Кохма на линии Новки — Иваново. Находится в 20 минутах езды до районного и областного центра Иваново.

## История
Возник в начале XX века как посёлок при ж/д станции Кохма, входил в состав Кохомской волости Шуйского уезда Владимирской губернии, с 1918 года в составе Иваново-Вознесенского уезда Иваново-Вознесенской губернии. В 1905 году в посёлке было 6 дворов.
С 1929 года посёлок входил в состав Подвязновского сельсовета Ивановского района, с 1933 года — в составе Кохомского района, с 1948 года — в составе Ивановского района, с 1954 года — центр Кохомского сельсовета, с 1979 года — в составе Подвязновского сельсовета, с 2005 года — в составе Подвязновского сельского поселения.

## Население
| 1905 | 2010 |
| ---- | ---- |
| 20   | ↗776 |